# Torre Aragonese (Torre Melissa)

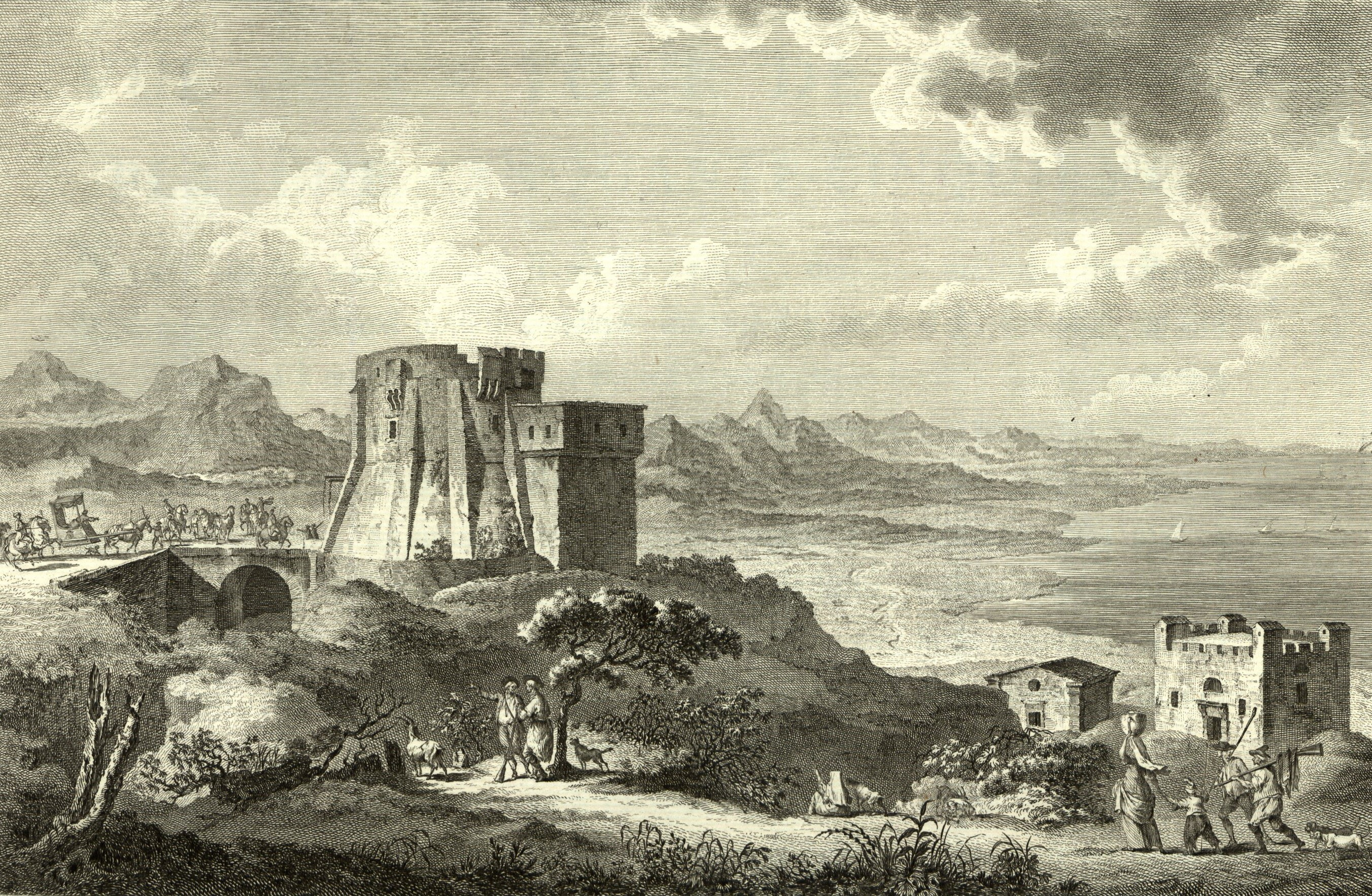
Incisione del 1834, basata sull'opera «Vuё de la Tour ou Château de Melissa en Calabre appartenant au Prince de Strongoli» di Louis-Jean Desprez

La torre Aragonese di Torre Melissa (popolarmente nota come torrazzo) è una torre militare edificata su un promontorio proteso sul Mar Ionio.

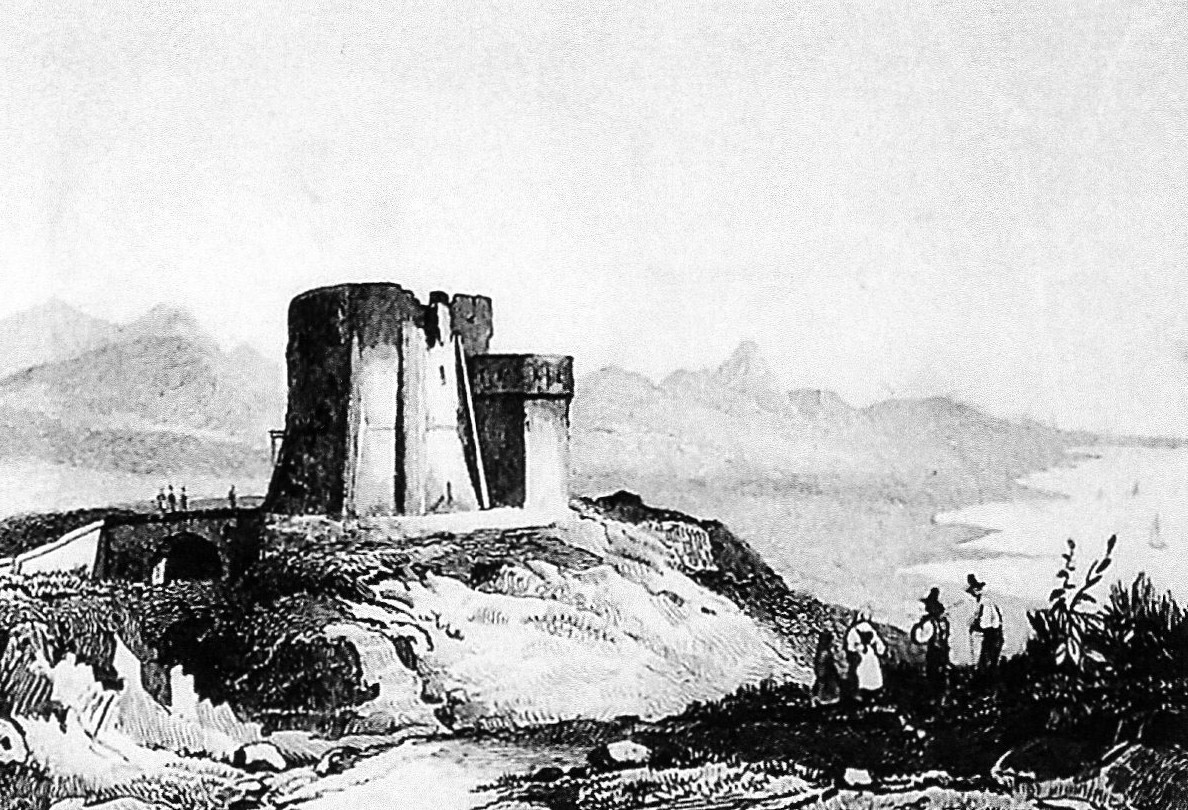
Incisione del 1834, basata sull'opera «Chateau de Melissa» di Alexis-François Girard

## Storia

Stemma della famiglia Aragona

La storia della torre inizia nel XVI secolo, durante il dominio degli Aragona di Spagna, che la edificarono per difendere il territorio dalle incursioni piratesche ottomane e veneziane. Con alta probabilità, la torre faceva infatti parte di un sistema di torri costiere fatte erigere a partire dal 1550 dal viceré Pedro Álvarez de Toledo, la costruzione delle quali risulta essere quasi ultimata l'11 marzo 1565, giorno in cui il marchese di Cerchiara Fabrizio Pignatelli informò il viceré sullo stato di avanzamento dei lavori.
Un dipinto realizzato nella seconda metà del Settecento dall'abate Saint Non rivela che, nella seconda metà del Settecento, nei pressi della torre si trovassero altre strutture: una torretta di avanposto, una chiesetta e un deposito.
Dopo la caduta degli Aragona, la torre passò attraverso vari proprietari: prima dai principi di Strongoli, poi dalla famiglia Campitelli e dai Conti di Melissa, successivamente dalla famiglia Berlingieri e infine dal Comune di Melissa, che la gestisce attualmente.

## Descrizione

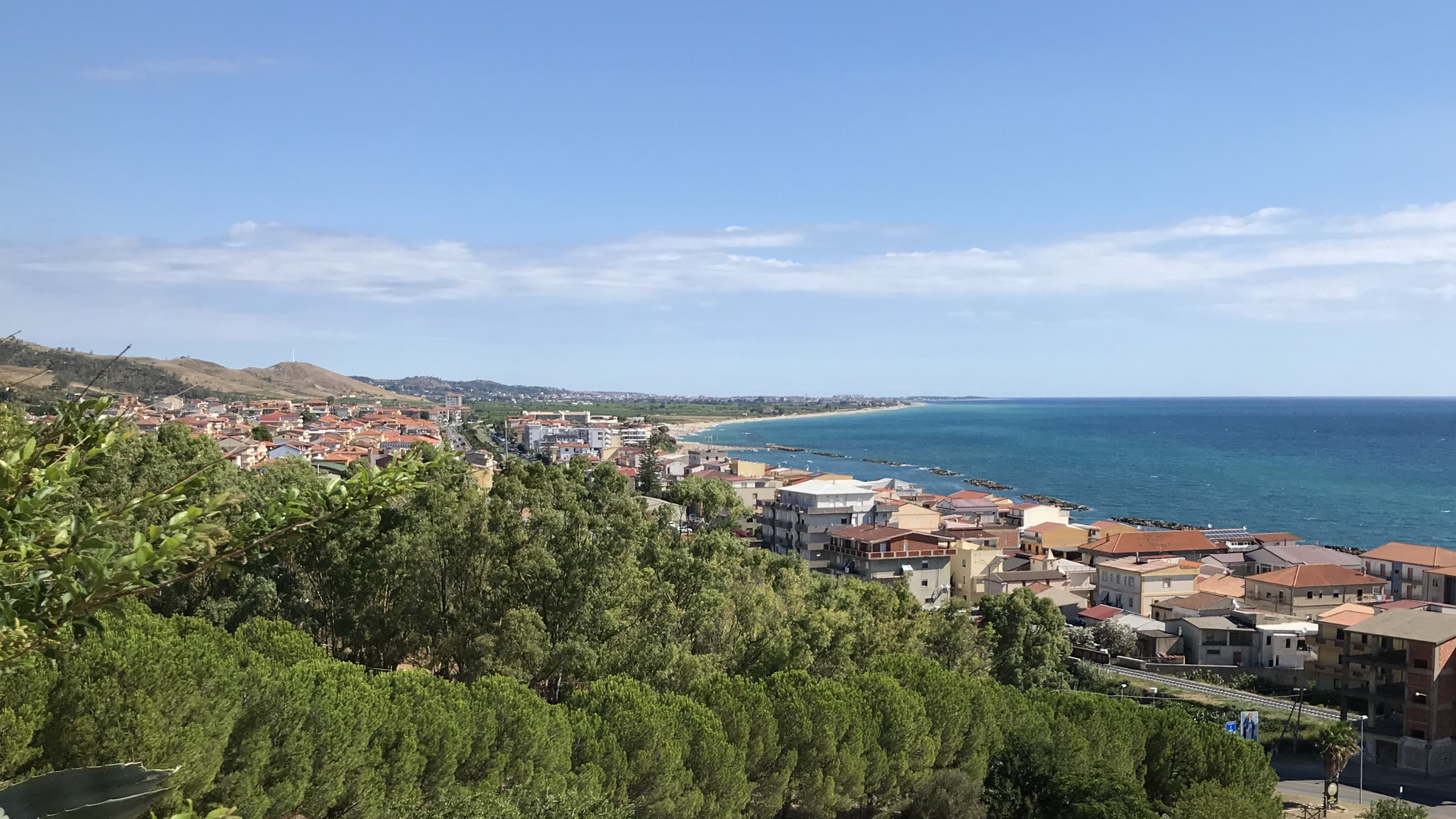
Torre Melissa vista dalla torre

Costruita su un'altura rocciosa appena fuori dall'abitato di Torre Melissa, la torre è unica nel suo genere: è a pianta ottagonale con un cortile interno e sviluppata su tre livelli.
La struttura presenta un primo corpo principale a pianta centrale, nel quale s'innesta un secondo corpo quadrangolare rivolto verso il mare. Questa seconda parte risulta, aggiunta successivamente rispetto alla costruzione originaria, già presente nella stampa realizzata dall'abate Jean-Claude Richard de Saint-Non.
Al suo interno ospita anche un piccolo museo in cui sono esposti strumenti, utensili e illustrata la storia locale e dei suoi prodotti tipici.
È inoltre sede del GAL (Gruppo Azione Locale) alto Marchesato Crotonese.